# Brad Pitt
Pour les articles homonymes, voir Pitt.
Brad Pitt (prononcé en français [bʁad pit] ; en anglais [bɹæd pɪt]) est un acteur et producteur américain, né le 18 décembre 1963 à Shawnee (Oklahoma), aux États-Unis.
Parmi les célébrités les plus influentes de sa génération, Brad Pitt accède à la notoriété par ses rôles dans Entretien avec un vampire (1994) et Seven (1995).
À partir de 2002, il s'investit dans la production via sa société Plan B Entertainment avec des films tels que Les Infiltrés de Martin Scorsese et Twelve Years a Slave de Steve McQueen, qui sont chacun récompensés par l'Oscar du meilleur film en 2007 et 2014, The Tree of Life de Terrence Malick, qui reçoit la Palme d'or au Festival de Cannes 2011 ou encore Blonde de Andrew Dominik.
Comptant 3 nominations aux Oscars, il remporte en 2020, celui du meilleur acteur dans un second rôle pour le film Once Upon a Time... in Hollywood de Quentin Tarantino. Il est, avec George Clooney, l'un des deux seuls acteurs à avoir remporté les Oscars du meilleur acteur dans un second rôle et du meilleur film.
Depuis les années 1990, Brad Pitt est sujet à une attention médiatique importante, notamment due au fait qu'il est considéré comme un « Sex-symbol ». Pitt est par ailleurs le premier acteur élu deux fois « Homme le plus sexy du monde » par le magazine People en 1995 et en 2000. En tant que personnalité publique, il est apparu de 2007 à 2009 sur la liste annuelle des 100 célébrités les plus influentes au monde du Time.

## Biographie

### Jeunesse

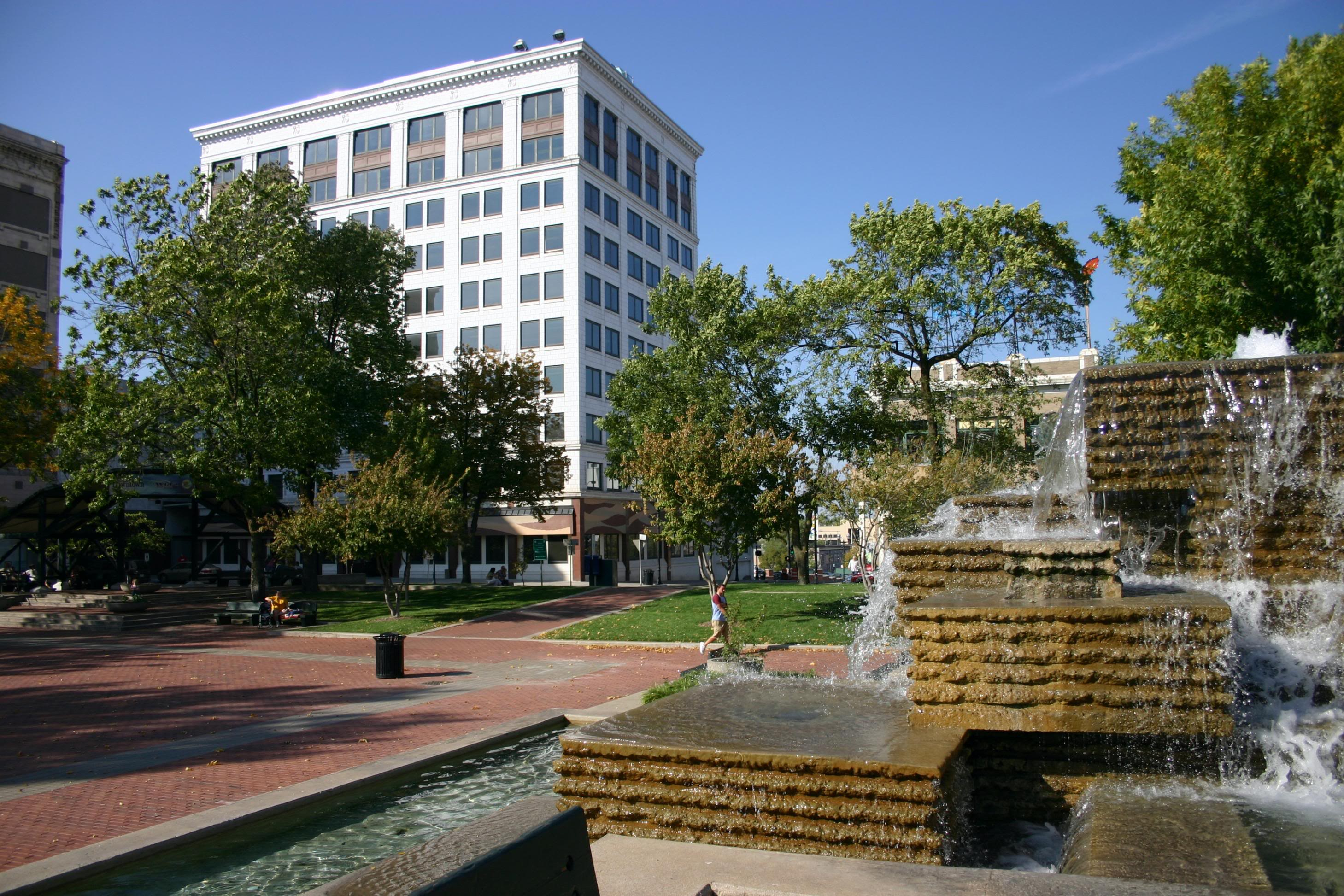
Springfield, ville où Brad Pitt a passé son enfance.

William Bradley Pitt est né le 18 décembre 1963 à Shawnee (Oklahoma, États-Unis). Son père, William Alvin Pitt, est dirigeant d'une entreprise de transport et sa mère, Jane, est conseillère d'éducation dans une école secondaire. Selon lui, il compte des ancêtres allemands, amérindiens (cherokee), britanniques (anglais, écossais et gallois) et irlandais. Il est l'ainé d'une fratrie de trois enfants, il a un frère prénommé Doug (né en 1966) et une sœur prénommée Julie (née en 1969), il grandit à Springfield dans l'État du Missouri. Il est élevé dans la foi chrétienne baptiste ,. Il fait ses études à la Kickapoo High School de Springfield, où il fait partie de plusieurs équipes sportives, participe au club d'éloquence et se produit dans des spectacles musicaux, un premier pas vers la profession de comédien, une carrière à laquelle il ne se destine pourtant pas.
Après ses études secondaires, il entreprend des études d'architecture et de design qu'il abandonne avant la fin pour poursuivre des études de journalisme et publicité à l'université du Missouri à Columbia. Il les abandonne également avant d'obtenir son diplôme de fin d'études car il s'est découvert une passion pour le cinéma et une vocation d'acteur lors de représentations universitaires. Avec 300 dollars en poche, il part pour Los Angeles pour commencer une carrière d'acteur, sur les conseils d'un de ses amis d'enfance, Jay Morin. Ses débuts sont difficiles et il doit faire de multiples petits boulots pour survivre. Il est contraint de travailler comme déménageur, chauffeur livreur, serveur déguisé en poulet pour une chaîne de restaurants et même chauffeur de stripteaseuses. Durant son temps libre, il suit des cours d'art dramatique dans l'atelier de Roy London et essaie de se faire remarquer dans la profession en enchaînant les auditions,.

### Vie privée et relations

#### Engagements

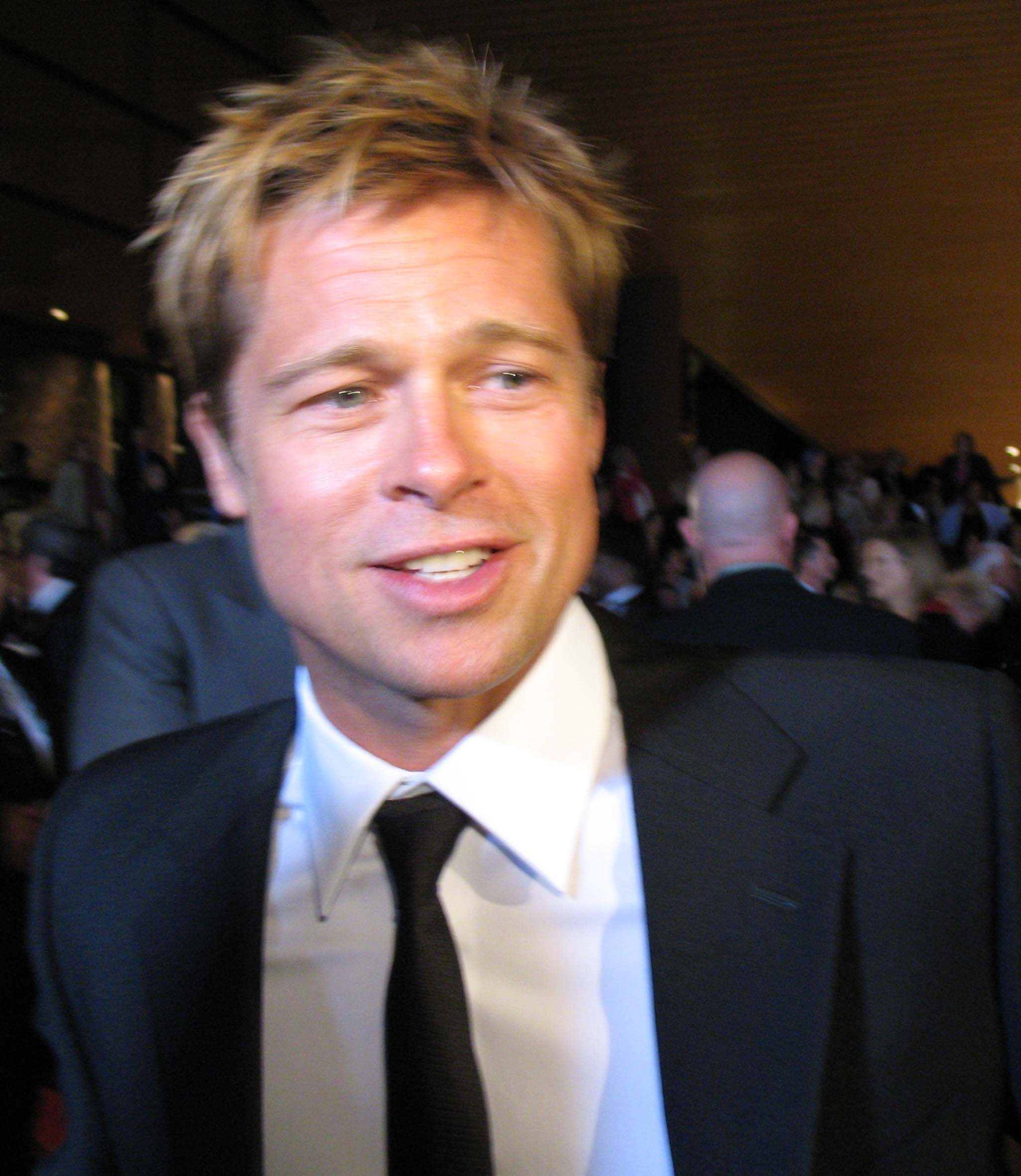
Brad Pitt au Festival international du film de Palm Springs en 2007.

Brad Pitt est végétarien et démocrate. Il a ainsi soutenu John Kerry lors de l'élection présidentielle de 2004. Il est aussi un défenseur du droit au mariage homosexuel. En 2008, il a fait campagne contre la Proposition 8, visant à interdire le mariage homosexuel en Californie. Il se déclare agnostique à 80 % et athée à 20 %, mais annonce qu'il respecte toute croyance religieuse, tant que c'est fait de façon pacifique. Progressiste reconnu, il est en revanche favorable au port d'arme à feu, estimant que c'est un droit qui fait partie intégrante de la culture américaine. Il a avoué être un grand fan de l'émission Jackass diffusée sur MTV, et a tenu à faire une apparition dans un épisode simulant son enlèvement.
Brad Pitt est très engagé depuis les années 2000 dans diverses causes humanitaires. Il soutient l'organisation ONE, qui lutte contre l'extrême pauvreté et l'épidémie de SIDA. En 2005, il se rend au Pakistan avec Angelina Jolie après le séisme de 2005 au Cachemire. En 2006, il crée la Make It Right Foundation, qui se consacre à rebâtir des logements à La Nouvelle-Orléans après le passage de l'ouragan Katrina ; un échec cuisant dont l'acteur refuse d'endosser la responsabilité. Il a également créé avec Angelina Jolie une fondation, la Jolie-Pitt Foundation, destinée à aider les associations humanitaires à travers le monde, faisant notamment don d'un million de dollars à Médecins sans frontières. En 2007, Jolie et lui font don d'un million de dollars à trois associations humanitaires œuvrant dans la région du Darfour. Avec ses amis George Clooney et Matt Damon, il fait partie des fondateurs de l'organisation Not On Our Watch, dédiée à attirer l'attention médiatique afin de prévenir des génocides tel que celui du Darfour. En 2010, la Jolie-Pitt Foundation fait à nouveau un don d'un million de dollars à Médecins Sans Frontières afin d'aider à apporter des soins d'urgence aux victimes du séisme de 2010 en Haïti.
Il est aussi très ami avec Edward Norton, rencontré sur le tournage de Fight Club.

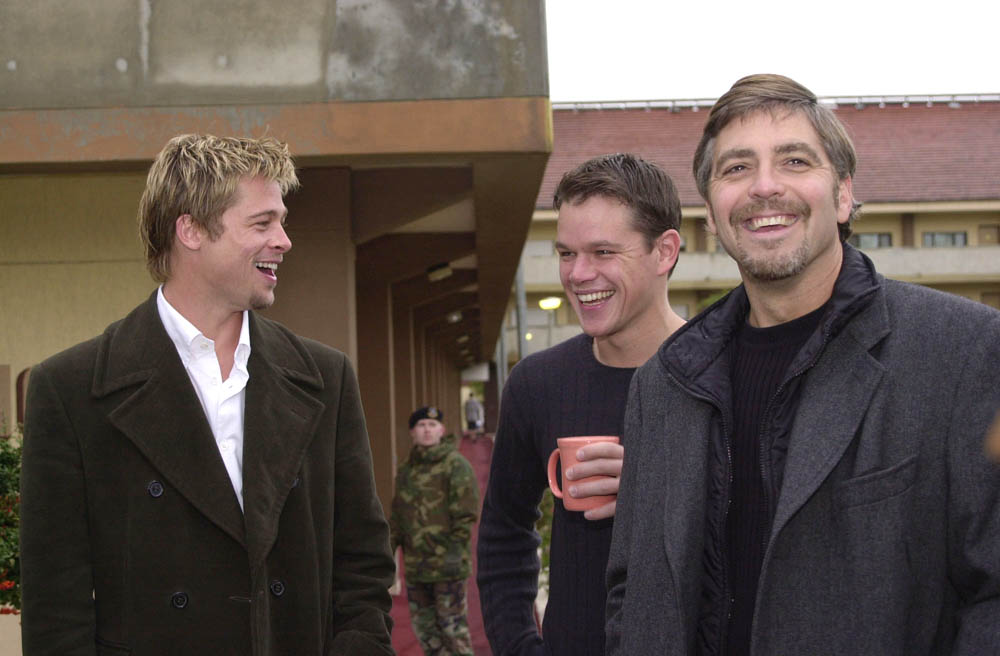
Brad Pitt avec Matt Damon et George Clooney, deux de ses plus proches amis.

#### Relations
À la fin des années 1980 et au début des années 1990, Brad Pitt a des relations avec Jill Schoelen, puis avec Juliette Lewis, de dix ans sa cadette. Durant deux ans et demi, il entretient une relation avec Gwyneth Paltrow jusqu'en 1997.
Il rencontre Jennifer Aniston en 1998, ils se marient le 29 juillet 2000. Le couple annonce sa séparation en janvier 2005, le divorce est officiellement prononcé le 2 octobre 2005. Douze ans plus tard, Brad Pitt s'excuse publiquement auprès d'elle.
Entre-temps, il rencontre Angelina Jolie sur le tournage de Mr. et Mrs. Smith (Mr. & Mrs. Smith). Une longue polémique décrit Angelina comme la briseuse du couple Aniston/Pitt, même si celle-ci déclare n'avoir eu cette relation qu'une fois le tournage terminé. Brad Pitt et Angelina Jolie le confirment après l'annonce officielle du divorce Aniston/Pitt.
Par un jugement californien du 19 janvier 2006, Brad Pitt adopte les trois enfants adoptifs d'Angelina Jolie : Maddox Chivan (né le 5 août 2001 au Cambodge), Pax Thien (né le 29 novembre 2003 au Viêt Nam) et Zahara Marley (née le 8 janvier 2005 en Éthiopie), qui prennent le nom de famille Pitt-Jolie.
Ils ont vécu ensemble durant plusieurs années et ont eu trois enfants biologiques, Shiloh Nouvel, née le 27 mai 2006 en Namibie, et Vivienne Marcheline et Knox Léon, des faux jumeaux nés le 12 juillet 2008 à Nice en France.
Ils se marient le 23 août 2014. Angelina Jolie demande le divorce le 15 septembre 2016 après douze ans de vie commune et deux ans de mariage. Elle souhaite obtenir la garde exclusive de ses six enfants. Le divorce est prononcé en avril 2019.
Depuis ce divorce, les médias ont attribué à Brad Pitt de nombreuses conquêtes amoureuses, notamment Neri Oxman et, depuis le 27 août, Nicole Poturalski une mannequin allemande mariée avec un restaurateur allemand.
Depuis 2022, il est en couple avec la Suissesse Ines de Ramon de trente ans sa cadette, née en 1992 et ex femme de l'acteur Paul Wesley.

#### Vie familiale et accusations de violence

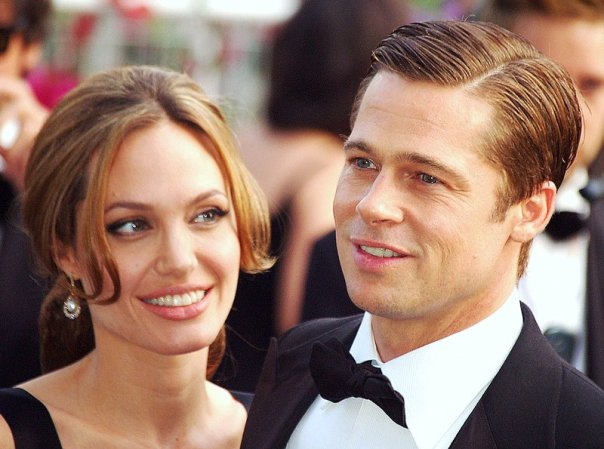
Angelina Jolie et Brad Pitt au Festival de Cannes 2007.

La famille Pitt-Jolie s'est installée en mai 2008 dans le département du Var en France, au château de Miraval dans la commune de Correns, qui appartient à un Américain qui leur signe alors un bail pour une durée de trois ans. Mais le bail est rompu le 24 septembre 2008, lorsque les « Brangelina » (surnom du couple Pitt-Jolie) quittent Miraval pour un palais des environs de Berlin, pour les besoins du tournage du film avec Brad Pitt, Inglourious Basterds.
En 2009, le couple s'est porté acquéreur de l'ensemble du domaine du château de Miraval, avec l'intention d'exploiter ce domaine viticole et de rénover la bâtisse classée. La même année, l'acteur, afin de recueillir des fonds pour la reconstruction en Louisiane à la suite du passage de l'ouragan Katrina, a vendu aux enchères une barrique de 200 litres du vin de château Miraval pour la somme de 10 000 $ au bénéfice de son association Make It Right.
En 2010, le couple achète la villa Costanza près du lac de Garde et de Vérone en Italie pour y passer la période estivale, mais vit principalement en France, à Correns dans le Var. Début 2020, Brad Pitt et Angelina Jolie annoncent par l'intermédiaire de leur associé Marc Perrin qu'ils se mettront prochainement à produire du champagne rosé en partenariat avec la Maison de champagne Pierre Péters. La première cuvée du couple, le côtes-de-provence rosé Miraval 2012, fut le premier rosé classé parmi les cent meilleurs vins du monde par le Wine Spectator en 2013 et fut de ce fait sacré Meilleur rosé du monde cette année-là.
Aux États-Unis, ils détiennent des propriétés à Los Angeles, Malibu, Goleta (Californie) et à La Nouvelle-Orléans. Le couple posséderait également une petite île artificielle à Dubaï, aux Émirats arabes unis. Le nombre important de ces propriétés s'explique par le fait que Brad Pitt détient une très grande fortune estimée à 170 000 000 $, provenant essentiellement de ses contrats pour des films, des séries télévisées et des publicités. En plus de ses activités dans le secteur du divertissement, l'acteur s'est également associé avec le créateur Pollaro pour lancer sa propre collection de meubles.
Brad Pitt et Angelina Jolie ont six enfants :
- Maddox Chivan Pitt-Jolie, né Rachifio Vibol le 5 août 2001 au Cambodge. Maddox signifie « généreux » en gallois et Chivan « vie » en cambodgien, qu'on pourrait traduire par « vie généreuse » ;
- Pax Thien Pitt-Jolie, né Pham Quang Sang le 23 novembre 2003 au Viêt Nam. Pax signifie « paix » en latin, et Thien, « ciel » en vietnamien ;
- Zahara Marley Pitt-Jolie, née Yemrash le 8 janvier 2005 en Éthiopie. Zahara signifie « fleur » en arabe, et son second prénom, « Marley, » lui a été donné en hommage au chanteur jamaïcain Bob Marley ;
- Shiloh Nouvel Pitt-Jolie, née le 27 mai 2006 en Namibie. Premier enfant biologique de Brad Pitt et de Jolie, son premier prénom est d'origine hébraïque et signifie : « celle qui a été envoyée » ; son second prénom, Nouvel, lui a été donné en hommage à l'architecte français Jean Nouvel car Pitt est passionné par l'architecture ;
- Knox Léon et Vivienne Marcheline Jolie-Pitt, sont les jumeaux biologiques de Brad et Angelina, Knox Léon étant l'aîné. Ils sont nés à la polyclinique Santa Maria de Nice en France, le 12 juillet 2008. Leurs prénoms sont inspirés de ceux des parents de Brad Pitt et d'Angelina Jolie. Knox est le prénom du grand-père de Brad Pitt et Léon, celui de l'arrière-grand-père d'Angelina. Vivienne ressemble au prénom français Viviane et Marcheline a été donné en hommage à la mère d'Angelina, Marcheline Bertrand.

Brad Pitt et Angelina Jolie se sont mariés le 23 août 2014 au château de Miraval, leur propriété varoise, en France, durant une cérémonie privée. Angelina Jolie demande le divorce, le 15 septembre 2016, après douze ans de vie commune et deux ans de mariage. Elle souhaite obtenir la garde exclusive de ses six enfants et obtient le divorce en avril 2019. Les relations de Brad Pitt avec ses enfants sont tendues, notamment les aînés Pax, Maddox, Zahara et Shiloh qui n'utilisent plus le nom de famille "Pitt". En octobre 2021, elle vend ses parts du domaine provençal évalué maintenant à 164 millions de dollars (environ 142 millions d'euros) au groupe viticole Tenute del Mondo, nouveau copropriétaire du lieu. Brad Pitt, via sa société Mondo Bongo, en détient toujours la moitié. Angelina Jolie a accusé à plusieurs reprises Brad Pitt de violences conjugales et familiales, mais une enquête du FBI le blanchit.
Cependant, certains enfants de Pitt affirment que ces violences sont réelles. Son fils adoptif, Pax, confirme via son compte Instagram les violences domestiques que Pitt aurait infligé à ses enfants et à leur mère. Sa fille biologique, Shiloh, demande à abandonner le nom de son père.

#### Prosopagnosie
Dans un article pour Esquire publié le 20 mai 2013, Brad Pitt dit être atteint de prosopagnosie. Cette pathologie empêche la personne atteinte de reconnaître les visages qu'il voit même si ceux-ci sont familiers, cela lui aura d'ailleurs valu la réputation d'être hautain et prétentieux dans le milieu du cinéma.

#### Propriétés
Brad Pitt est associé à l'oligarque russe Yuri Scheffler dans l'exploitation vinicole Château de Miraval, à Correns dans le département du Var.

### Carrière

#### Débuts remarqués (1987-1993)
En 1987, Brad Pitt parvient à obtenir des petits rôles dans Sens unique avec Kevin Costner et dans Neige sur Beverly Hills avec Robert Downey Jr., adapté du roman Moins que zéro de Bret Easton Ellis. La même année, il arrive à décrocher un rôle récurrent dans la célèbre série télévisée Dallas. Il apparaît dans quatre épisodes de cette série, ce qui lui ouvre un peu plus les portes de la télévision. Il a notamment l'occasion de donner la réplique à Johnny Depp dans un épisode de 21 Jump Street. En 1988, il interprète son premier vrai rôle au cinéma dans The Dark Side of the Sun, tourné en Yougoslavie, mais la guerre civile fait fuir toute l'équipe de tournage qui perd la plupart des images tournées. Celles-ci ne seront retrouvées qu'en 1996. En 1989, il tient l'un des rôles principaux du film d'horreur Apprenti tueur, c'est à cette occasion qu'il connaît un amour intense, mais éphémère avec l'actrice Jill Schoelen. On le retrouve en 1990 aux côtés de Juliette Lewis dans le téléfilm Trop jeune pour mourir, dans lequel il interprète un drogué qui contraint sa petite amie à se prostituer. L'année suivante, il joue un étudiant champion du 800 m dans Rebelles (Across the Tracks) avec Rick Schroder dans le rôle de son jeune frère. Mais c'est une publicité sulfureuse pour les jeans Levi's en 1991 qui lui permet de se faire remarquer dans le milieu du show-bizz.
En 1991, son apparition en auto-stoppeur sexy dans Thelma et Louise de Ridley Scott, lui permet enfin de sortir de l'anonymat et d'attirer l'attention du public. Sa scène d'amour avec Geena Davis le propulse parmi les nouveaux sex-symbols du cinéma américain. Les réalisateurs commencent à s'intéresser à lui et on le retrouve la même année en rocker obsédé dans Johnny Suede. En 1992, Robert Redford (qu'on a souvent considéré comme son père spirituel en raison de leur ressemblance) lui offre un rôle plus important dans Et au milieu coule une rivière, qui lance définitivement sa carrière. Brad Pitt affirme plus tard s'être senti sous pression pendant le tournage de ce film, trouvant étrange que son interprétation lui ait permis de se révéler car il estime que c'est l'une de ses « plus faibles ». En 1993, il décide de prendre des risques et se transforme en tueur en série dans Kalifornia de Dominic Sena, aux côtés de Juliette Lewis et David Duchovny. Il continue à déformer son image de jeune premier dans True Romance de Tony Scott, dans lequel il joue un junkie au style grunge, aux côtés de Christian Slater et Patricia Arquette. Le film est un échec commercial mais deviendra un film culte.

#### Révélation internationale (1994-1998)
En 1994, Brad Pitt incarne Louis de Pointe du Lac, un aristocrate de Louisiane transformé en vampire par Lestat (interprété par Tom Cruise), dans Entretien avec un vampire de Neil Jordan. Cette adaptation d'un roman d'Anne Rice est le premier grand succès commercial dans lequel il tient le premier rôle et lui vaut sa première récompense, un MTV Movie Award pour le meilleur duo à l'écran. La même année, il est le fils aventurier d'Anthony Hopkins dans le drame romantique Légendes d'automne d'Edward Zwick, l'adaptation de la nouvelle de Jim Harrison. Son interprétation est bien accueillie par la critique et il reçoit sa première nomination pour le Golden Globe du meilleur acteur dans un film dramatique.
En 1995, il se retrouve à l'affiche de deux films qui vont marquer les esprits. Dans Seven de David Fincher, il fait équipe avec Morgan Freeman pour attraper un tueur en série cruel et machiavélique. Ce thriller très sombre et non conventionnel est un énorme succès critique et commercial, et est désormais reconnu comme l'un des meilleurs films des années 1990. L'acteur est autant enthousiasmé par la qualité du film que par son rôle de flic impulsif, estimant que ce personnage moins lisse que les autres lui a ouvert de nouveaux horizons.
Dans L'Armée des douze singes de Terry Gilliam, il est un défenseur de la cause animale interné dans un asile psychiatrique avec Bruce Willis. Son interprétation lui vaut d'être récompensé par le Golden Globe du meilleur acteur dans un second rôle et d'être nommé pour l'Oscar du meilleur acteur dans un second rôle. Il est élu « Homme le plus sexy du monde » par le magazine People en 1995 et il le sera de nouveau en 2000.
En 1996, Brad Pitt joue un procureur déterminé dans Sleepers de Barry Levinson, aux côtés de Robert De Niro, Dustin Hoffman, Kevin Bacon et Jason Patric.
En 1997, il interprète un terroriste de l'IRA qui affronte Harrison Ford dans Ennemis rapprochés d'Alan J. Pakula. De plus en plus sollicité aussi bien dans son pays que dans le monde entier, il incarne l'alpiniste autrichien Heinrich Harrer dans Sept ans au Tibet de Jean-Jacques Annaud. Il s'entraîne plusieurs mois pour ce rôle, pratiquant l'alpinisme en Californie et dans les Alpes. Mal vu par les autorités chinoises à cause de son supposé message pro-Tibet, le film vaut à Brad Pitt une interdiction d'entrée en Chine. En 1998, l'acteur prête ses traits à la Mort dans Rencontre avec Joe Black de Martin Brest, qui lui permet de retrouver Anthony Hopkins.

#### Consécration (1999-2005)

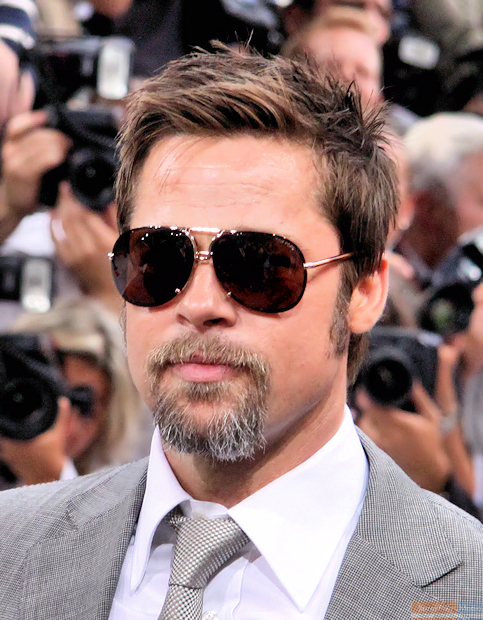
Brad Pitt à l'avant-première du film Inglourious Basterds en 2009 à Berlin.

En 1999, il casse de nouveau son image en incarnant Tyler Durden, un dangereux vendeur de savon dans Fight Club, l'adaptation du roman de Chuck Palahniuk réalisée par son ami David Fincher. Il prépare son rôle rigoureusement en prenant des leçons de boxe, de taekwondo, de grappling et de fabrication de savon. Il va jusqu'à se faire enlever des petits bouts de ses dents chez un dentiste afin de coller au maximum à son personnage, qui n'a pas des dents parfaites (ces morceaux sont réimplantés après le tournage du film). Son personnage de Tyler Durden figure désormais à la première place du classement des 100 meilleurs personnages de films établi en 2008 par le magazine Empire. À la suite de ce film-choc qui suscite de nombreuses controverses à sa sortie, Brad Pitt entre dans le cercle des acteurs les mieux payés de la planète avec près de 20 millions de dollars par film.
En 2000, Brad Pitt surprend une fois de plus en interprétant un boxeur gitan à l'accent inintelligible dans Snatch de Guy Ritchie.
En 2001, il forme un couple en cavale avec Julia Roberts dans Le Mexicain de Gore Verbinski. La même année, l'acteur retrouve Robert Redford et Tony Scott pour Spy Game avant d'intégrer le prestigieux casting de Ocean's Eleven de Steven Soderbergh (remake du film de 1960 L'Inconnu de Las Vegas) aux côtés de George Clooney, Matt Damon, Don Cheadle, Andy García et de nouveau Julia Roberts. Ce film de gangsters à l'esprit décontracté est un très grand succès commercial et sera suivi de deux suites.
Le 22 novembre 2001, il fait une apparition exceptionnelle dans un épisode de Friends, en jouant le rôle d'un ancien obèse qui voue une rancune tenace à Rachel Green, interprétée par Jennifer Aniston, qui est alors son épouse.
En 2002, Brad Pitt et Matt Damon acceptent de se glisser le temps d'un caméo dans la peau de deux candidats d'un jeu télévisé dans la première réalisation de leur ami George Clooney, Confessions d'un homme dangereux. Il s'essaie ensuite au film d'animation en prêtant sa voix à Sinbad dans Sinbad : La Légende des sept mers.
En 2004, il tourne dans deux des plus grands succès au box-office de l'année en incarnant le célèbre guerrier Achille dans le péplum Troie de Wolfgang Petersen, et en reprenant le rôle de Rusty Ryan dans Ocean's Twelve. Il s'entraîne intensivement à l'épée et physiquement pendant six mois pour son rôle dans Troie. De façon ironique, il se blesse au tendon d'Achille durant le tournage. Troie est également le premier film produit par Plan B Entertainment, la société de production que Brad Pitt a fondée avec Jennifer Aniston et Brad Grey. Ce rôle, qu'il accepte en contrepartie du refus de jouer dans un autre film du studio Warner Bros., est une mauvaise expérience pour lui ; évoquant « un tournant décisif dans [sa] carrière », il indique avoir « pris la décision de [s]'investir uniquement dans des œuvres de qualité, faute d'un meilleur terme ».
En 2005, Brad Pitt est à l'affiche de Mr et Mrs. Smith de Doug Liman avec Angelina Jolie, dans lequel ils jouent un couple marié qui s'aperçoivent mutuellement que leur conjoint exerce la profession de tueur à gages. L'acteur et l'actrice tombent amoureux lors du tournage, alors que Brad Pitt est encore marié à Jennifer Aniston. Le film est une nouvelle fois l'un des plus grands succès au box-office de l'année et l'acteur enchaîne avec une publicité pour Heineken diffusée durant le Super Bowl, pour laquelle il empoche la somme de 4 500 000 $.

#### Confirmation critique (2006-2011)

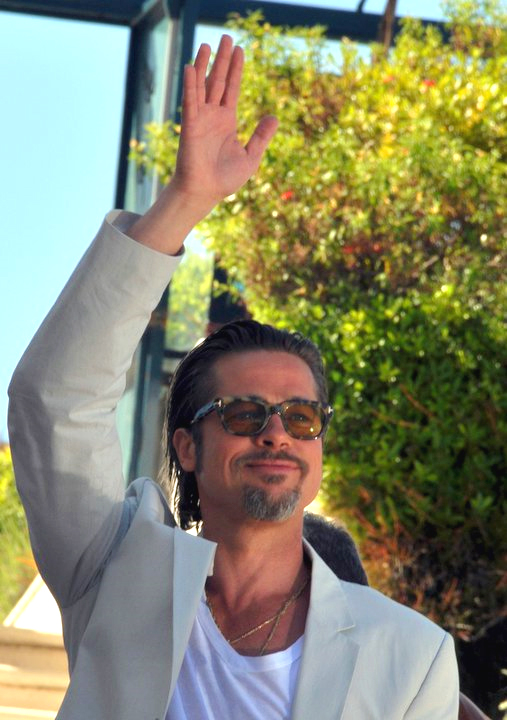
Brad Pitt assurant la promotion de The Tree of Life au Festival de Cannes 2011.

Il joue ensuite le mari de Cate Blanchett dans Babel de Alejandro González Iñárritu. Ce film international est très bien accueilli par la critique et Brad Pitt reçoit une nouvelle nomination pour le Golden Globe du meilleur acteur dans un second rôle. Il affirme qu'avoir accepté ce rôle est « l'une des meilleures décisions » de sa carrière. En 2007, il reprend pour une nouvelle fois son rôle de Rusty Ryan dans Ocean's Thirteen, qui connaît un succès commercial comme ses deux précédents volets.
Il incarne ensuite le célèbre hors-la-loi Jesse James dans L'Assassinat de Jesse James par le lâche Robert Ford d'Andrew Dominik. Ce western dramatique est un échec commercial mais sa performance lui vaut de remporter la Coupe Volpi pour la meilleure interprétation masculine lors de la 64e Mostra de Venise.
Il tourne ensuite sous la direction des frères Coen et retrouve par la même occasion George Clooney avec Burn After Reading, dans lequel il tient le rôle d'un simple d'esprit.
Il commence l'année 2009 par une troisième collaboration avec son réalisateur « fétiche » David Fincher dans le film fantastique L'Étrange Histoire de Benjamin Button, l'histoire d'un homme qui naquit à l'âge de 80 ans et vécut sa vie à l'envers, sans pouvoir arrêter le cours du temps. Ce film à la fois étrange et émouvant lui permet d'être nommé pour la première fois à l'Oscar du meilleur acteur et pour la deuxième fois au Golden Globe du meilleur acteur dans un film dramatique.
Il enchaîne la même année avec Inglourious Basterds de Quentin Tarantino, où il interprète un lieutenant américain scalpant les nazis à la tête de son commando. En 2007 et 2009, il figure sur la liste de Time Magazine des 100 personnalités les plus influentes dans le monde,.
En 2010, Brad Pitt prête sa voix au personnage de Metroman dans le film d'animation Megamind. L'année suivante, il partage la vedette avec Sean Penn dans The Tree of Life de Terrence Malick, récompensé par la Palme d'or au Festival de Cannes 2011. Il incarne ensuite Billy Beane, l'entraîneur de l'équipe de baseball des Oakland Athletics dans Le Stratège. Ce biopic lui permet d'être une nouvelle fois nommé à l'Oscar du meilleur acteur et au Golden Globe du meilleur acteur dans un film dramatique.

#### Reconnaissance comme acteur et producteur (depuis 2012)
En 2012, l'acteur retrouve un de ses réalisateurs fétiches en la personne d'Andrew Dominik sur le tournage de Cogan : La Mort en douce dans lequel il joue le rôle d'un tueur froid et cynique. Présenté au Festival de Cannes, cette année-là, le film essuie un échec commercial. Comme L'Assassinat de Jesse James par le lâche Robert Ford les critiques sont positives.[réf. nécessaire]
En 2013, il revient à une super production en tenant le rôle principal du film d'horreur post-apocalyptique World War Z, libre adaptation d'un roman de Max Brooks. Malgré un tournage chaotique, ce blockbuster devient le plus grand succès au box-office de sa carrière. Il joue ensuite un petit rôle dans Twelve Years a Slave, qu'il produit via sa société Plan B, aux côtés de Michael Fassbender. Il obtient son premier Oscar pour ce film en tant que producteur,. Il retrouve Michael Fassbender aux côtés de Cameron Diaz, Javier Bardem et Penélope Cruz dans Cartel de Ridley Scott. Il est ensuite à l'affiche du film de guerre Fury (2014) de David Ayer.
En 2015, il joue dans Vue sur mer, drame sentimental écrit et réalisé par Angelina Jolie, et de The Big Short, premier drame du réalisateur de comédies Adam McKay. Durant cette même année, il donne le départ des 24 Heures du Mans.[réf. nécessaire]
En 2016, il donne la réplique à Marion Cotillard dans Alliés de Robert Zemeckis.
En 2019, l'acteur joue dans Once Upon a Time… in Hollywood de Quentin Tarantino avec Leonardo DiCaprio, et Ad Astra de James Gray. Il obtient son premier Oscar en tant qu'acteur avec celui du meilleur acteur dans un second rôle pour son interprétation de Cliff Booth dans Once Upon a Time… in Hollywood.
Au début des années 2020, il coproduit le film semi-biographique Blonde de Andrew Dominik. Ce dernier est une adaptation cinématographique du roman de Joyce Carol Oates consacré à la carrière de Marilyn Monroe. Cette dernière est incarnée à l'écran par l'actrice cubaine Ana de Armas. Présenté à la Mostra de Venise, le film essuie de cinglantes critiques. A sa sortie, il crée la polémique en raison de ses messages subversifs.[réf. nécessaire]
En 2022, Brad Pitt tient le rôle principal du film d'action Bullet Train de David Leitch et partage l'affiche avec notamment Aaron Taylor-Johnson, Brian Tyree Henry, Joey King et Sandra Bullock. En parallèle il produit les films indépendants She Said et Women Talking. En septembre 2022, il présente pour la première fois ses sculptures dans une exposition tenue avec Thomas Houseago en Finlande. Il apparait également dans la comédie Le Secret de la cité perdue.
En 2023, il fait son retour dans la fresque hollywoodienne Babylon, quatrième long-métrage du réalisateur franco-américain Damien Chazelle qui aborde la transition du cinéma muet au cinéma parlant entre les décennies 1920 et 1930. Dans ce film, il incarne l'acteur fétiche Jack Conrad, dernière grande étoile du cinéma muet. Ce personnage s'inspire de figure historique comme John Gilbert ou encore Buster Keaton. Sur le tournage il retrouve Margot Robbie qui fut sa partenaire sur les films Once Upon a Time in Hollywood et The Big Short : Le Casse du siècle. Il donne aussi la réplique à Diego Calva, Jean Smart et Tobey Maguire. Aux Etats-Unis, le film essuie un échec critique et commercial tandis qu'en France il s'impose à la tête du box-office à la 3e place derrière Avatar : La Voie de l'eau. Les critiques sont dithyrambiques. Cette même année, il vient remettre un César d'honneur à David Fincher en compagnie de Virginie Efira.

## Filmographie

### Cinéma

#### En tant qu'acteur

##### Années 1980
- 1987 : Hunk (en) de Lawrence Bassoff : Garçon à la plage - non crédité
- 1987 : Sens unique (No way out) de Roger Donaldson : Invité - non crédité
- 1987 : 260 chrono (No Man's Land) de Peter Werner : serveur - non crédité
- 1987 : Neige sur Beverly Hills (Less Than Zero) de Marek Kanievska : fêtard - non crédité
- 1988 : The Dark Side of the Sun de Bozidar Nikolic : Rick
- 1989 : Happy Together de Mel Damski : Brian
- 1989 : Apprenti tueur (Cutting Class) de Rospo Pallenberg : Dwight Ingalls

##### Années 1990
- 1991 : Thelma et Louise (Thelma and Louise) de Ridley Scott : J.D
- 1991 : Rebelles (Across the Tracks) de Sandy Tung : Joe Maloney
- 1991 : Johnny Suede de Tom DiCillo : Johnny Suede
- 1992 : Cool World de Ralph Bakshi : Détective Frank Harris
- 1992 : Et au milieu coule une rivière (A River Runs Through It) de Robert Redford : Paul Maclean
- 1993 : Kalifornia de Dominic Sena : Early Grayce
- 1993 : True Romance de Tony Scott : Floyd
- 1994 : The Favor de Donald Petrie : Elliott Fowler
- 1994 : Entretien avec un vampire (Interview with the Vampire: The Vampire Chronicles) de Neil Jordan : Louis de Pointe du Lac
- 1994 : Légendes d'automne (Legends of the Fall) d'Edward Zwick : Tristan Ludlow
- 1995 : Seven de David Fincher : Détective David Mills
- 1995 : L'Armée des douze singes (Twelve Monkeys) de Terry Gilliam : Jeffrey Goines
- 1996 : Sleepers de Barry Levinson : Michael Sullivan
- 1997 : Ennemis rapprochés (The Devil's Own) de Alan J. Pakula : Rory Devaney / Francis Austin McGuire
- 1997 : Sept Ans au Tibet (Seven Years in Tibet) de Jean-Jacques Annaud : Heinrich Harrer
- 1998 : Rencontre avec Joe Black (Meet Joe Black) de Martin Brest : Joe Black
- 1999 : Fight Club de David Fincher : Tyler Durden

##### Années 2000
- 2000 : Snatch : Tu braques ou tu raques (Snatch) de Guy Ritchie : Mickey O'Neil
- 2001 : Le Mexicain (The Mexican) de Gore Verbinski : Jerry Welbach
- 2001 : Spy Game : Jeu d'espions (Spy Game) de Tony Scott : Tom Bishop
- 2001 : Ocean's Eleven de Steven Soderbergh : Rusty Ryan
- 2002 : Full Frontal de Steven Soderbergh : lui-même
- 2002 : Confessions d'un homme dangereux (Confessions of a Dangerous Mind) de George Clooney : Brad (candidat au Dating Game)
- 2003 : Sinbad : La Légende des sept mers (Sinbad : Legend of the Seven Seas) de Patrick Gilmore et Tim Johnson : Sinbad (voix)
- 2004 : Troie (Troy) de Wolfgang Petersen : Achille
- 2004 : Ocean's Twelve de Steven Soderbergh : Rusty Ryan
- 2005 : Mr. et Mrs. Smith de Doug Liman : John Smith
- 2006 : Babel de Alejandro González Iñárritu : Richard Jones
- 2007 : Ocean's Thirteen de Steven Soderbergh : Rusty Ryan
- 2007 : L'Assassinat de Jesse James par le lâche Robert Ford (The Assassination of Jesse James by the Coward Robert Ford) de Andrew Dominik : Jesse James
- 2008 : L'Étrange Histoire de Benjamin Button (The Curious Case of Benjamin Button) de David Fincher : Benjamin Button
- 2008 : Burn After Reading de Joel et Ethan Coen : Chad Feldheimer
- 2009 : Inglourious Basterds de Quentin Tarantino : Lieutenant Aldo Raine

##### Années 2010
- 2010 : Megamind de Tom McGrath : Metro-Man (voix originale)
- 2011 : The Tree of Life de Terrence Malick : M. O'Brien
- 2011 : Le Stratège (Moneyball) de Bennett Miller : Billy Beane
- 2011 : Happy Feet 2 (Happy Feet Two) de George Miller : Will le Krill (voix)
- 2012 : Cogan: Killing Them Softly (Killing Them Softly) de Andrew Dominik : Jackie Cogan
- 2013 : World War Z de Marc Forster : Gerry Lane
- 2013 : Twelve Years a Slave de Steve McQueen : Samuel Bass
- 2013 : Cartel (The Counselor) de Ridley Scott : Westray
- 2014 : Fury de David Ayer : Sergent Don « Wardaddy » Collier
- 2015 : Vue sur mer (By the Sea) d'Angelina Jolie : Roland
- 2015 : The Big Short : Le Casse du siècle (The Big Short) d'Adam McKay : Ben Rickert
- 2016 : Alliés (Allied) de Robert Zemeckis : Max Vatan
- 2017 : Voyage of Time : Au fil de la vie (Voyage of Time) de Terrence Malick : Le narrateur (voix)
- 2017 : War Machine de David Michôd : Général Stanley McChrystal (Glen McMahon dans le film)
- 2018 : Deadpool 2 de David Leitch : Telford Porter / Fantôme (caméo)
- 2019 : Once Upon a Time… in Hollywood de Quentin Tarantino : Cliff Booth
- 2019 : Ad Astra de James Gray : Roy McBride

##### Années 2020
- 2022 : Le Secret de la cité perdue (The Lost City) d'Aaron et Adam Nee (en) : Jack Trainer
- 2022 : Bullet Train de David Leitch : Ladybug
- 2022 : Babylon de Damien Chazelle : Jack Conrad
- 2024 : Wolfs de Jon Watts : Nick
- 2025 : F1 de Joseph Kosinski : Sonny Hayes
- 2026 : The Adventures of Cliff Booth de David Fincher : Cliff Booth

### Télévision

#### Séries télévisées
- 1987 : Another World : Christopher
- 1987 : Dallas : Randy
- 1987 / 1988 : Quoi de neuf docteur ? (Growing Pains) : Jonathan Keith / Jeff
- 1988 : 21 Jump Street : Peter Eisley
- 1989 : Sois prof et tais-toi ! (Head of the Class) : Chuck
- 1989 : Freddy, le cauchemar de vos nuits (Freddy's Nightmares, a Nightmare on Elm Street: The Series) : Rick Austin
- 1989 : Génération Pub (Thirtysomething) : Bernard
- 1989 : Glory Days : Walker Lovejoy
- 1992 : Les Contes de la crypte (Tales from the Crypt) : Billy
- 2001 : Friends : Will Colbert
- 2003 : Les Rois du Texas (King of the Hill) : Patch Boomhauer (voix)

#### Téléfilms
- 1988 : Un autre monde (A Stoning in Fulham County : Theodore « Teddy » Johnson
- 1990 : Cas de conscience (The Image) : Steve Black
- 1990 : Trop jeune pour mourir (Too Young to Die?) : Billy Canton

### En tant que producteur

#### Films
- 2006 : Les Infiltrés (The Departed) de Martin Scorsese
- 2006 : Courir avec des ciseaux (Running with Scissors) de Ryan Murphy
- 2007 : Un cœur invaincu (A Mighty Heart) de Michael Winterbottom
- 2007 : L'Assassinat de Jesse James par le lâche Robert Ford (The Assassination of Jesse James by the Coward Robert Ford) d'Andrew Dominik
- 2009 : Les Vies privées de Pippa Lee (The Private Lives of Pippa Lee) de Rebecca Miller
- 2009 : Hors du temps (The Time Traveler's Wife) de Robert Schwentke
- 2010 : Kick-Ass de Matthew Vaughn
- 2010 : Mange, prie, aime (Eat Pray Love) de Ryan Murphy
- 2011 : The Tree of Life de Terrence Malick
- 2011 : Le Stratège (Moneyball) de Bennett Miller
- 2012 : Cogan: Killing Them Softly (Killing Them Softly) d'Andrew Dominik
- 2013 : World War Z de Marc Forster
- 2013 : Kick-Ass 2 de Jeff Wadlow
- 2013 : Twelve Years a Slave de Steve McQueen
- 2015 : True Story de Rupert Goold
- 2015 : Vue sur mer (By The Sea) d'Angelina Jolie
- 2015 : The Big Short : Le Casse du siècle (The Big Short) d'Adam McKay
- 2017 : La Vie, ma vie de Mike White
- 2018 : My Beautiful Boy (Beautiful Boy) de Felix Van Groeningen
- 2018 : Vice d'Adam McKay
- 2019 : Le Roi (The King) de David Michôd
- 2019 : Ad Astra de James Gray
- 2020 : Irresistible de Jon Stewart
- 2022 : Father of the Bride de Gary Alazraki
- 2022 : Blonde d'Andrew Dominik
- 2022 : She Said de Maria Schrader
- 2022 : Women Talking de Sarah Polley
- 2024 : Bob Marley: One Love de Reinaldo Marcus Green
- 2024 : Wolfs de Jon Watts
- 2025 : F1 de Joseph Kosinski
- 2025 : Hedda de Nia DaCosta

#### Téléfilm
- 2014 : The Normal Heart de Ryan Murphy

#### Séries télévisées
- 2016 : The OA
- 2017 : Feud
- 2018 : Sweetbitter
- 2022-2024 : Outer Range
- 2024 : Le Problème à trois corps
- 2025 : Adolescence

## Box-office
Cette liste reprend les plus grands succès commerciaux de Brad Pitt, c'est-à-dire uniquement les films ayant dépassé les 100 000 000 $ au box-office mondial. Au total, les films dans lesquels l'acteur a figuré ont rapporté 6 798 857 012 $[source insuffisante].
| Film                                  | Année | Distributeur(s)             | Budget        | Box-office    | Box-office        | Box-office    |
| Film                                  | Année | Distributeur(s)             | Budget        | États-Unis    | France            | Mondial       |
| ------------------------------------- | ----- | --------------------------- | ------------- | ------------- | ----------------- | ------------- |
| F1                                    | 2025  | Warner Bros.                | 250 000 000 $ | 182 848 183 $ | 2 962 891 entrées | 590 548 183 $ |
| World War Z                           | 2013  | Paramount                   | 190 000 000 $ | 202 807 711 $ | 2 444 735 entrées | 540 455 876 $ |
| Troie                                 | 2004  | Warner Bros.                | 175 000 000 $ | 133 378 256 $ | 2 714 181 entrées | 497 409 852 $ |
| Mr. et Mrs. Smith                     | 2005  | 20th Century Fox            | 110 000 000 $ | 186 336 279 $ | 2 955 862 entrées | 478 207 520 $ |
| Ocean's Eleven                        | 2001  | Warner Bros.                | 85 000 000 $  | 183 417 150 $ | 4 462 385 entrées | 450 717 150 $ |
| Once Upon a Time… in Hollywood        | 2019  | Sony Pictures Entertainment | 90 000 000 $  | 142 502 728 $ | 2 633 185 entrées | 389 021 383 $ |
| Ocean's Twelve                        | 2004  | Warner Bros.                | 110 000 000 $ | 125 544 280 $ | 2 909 343 entrées | 362 744 280 $ |
| L'Étrange Histoire de Benjamin Button | 2008  | Paramount Warner Bros.      | 150 000 000 $ | 127 509 326 $ | 2 613 490 entrées | 333 932 083 $ |
| Se7en                                 | 1995  | New Line                    | 33 000 000 $  | 100 125 643 $ | 4 944 531 entrées | 327 311 859 $ |
| Megamind                              | 2010  | DreamWorks Paramount        | 130 000 000 $ | 148 415 853 $ | 921 199 entrées   | 321 885 765 $ |
| Inglourious Basterds                  | 2009  | Universal Weinstein Company | 70 000 000 $  | 120 540 719 $ | 2 860 955 entrées | 321 455 689 $ |
| Ocean's Thirteen                      | 2007  | Warner Bros.                | 85 000 000 $  | 117 154 724 $ | 1 642 370 entrées | 311 312 624 $ |
| Entretien avec un vampire             | 1994  | Warner Bros.                | 60 000 000 $  | 105 264 608 $ | 1 630 482 entrées | 223 664 608 $ |
| Fury                                  | 2014  | Columbia                    | 68 000 000 $  | 85 707 116 $  | 767 455 entrées   | 205 400 000 $ |
| Twelve Years a Slave                  | 2013  | Fox                         | 20 000 000 $  | 56 671 993 $  | 1 696 935 entrées | 187 733 202 $ |
| L'Armée des douze singes              | 1995  | Universal                   | 29 000 000 $  | 57 141 459 $  | 2 273 496 entrées | 168 839 459 $ |
| Sleepers                              | 1996  | Warner Bros.                | 44 000 000 $  | 53 315 285 $  | 1 758 373 entrées | 165 615 285 $ |
| Burn After Reading                    | 2009  | Focus Features Studio Canal | 37 000 000 $  | 60 355 347 $  | 1 459 910 entrées | 163 720 069 $ |
| Légendes d'automne                    | 1994  | TriStar                     | 30 000 000 $  | 66 638 883 $  | 1 469 570 entrées | 160 638 883 $ |
| Happy Feet 2                          | 2011  | Warner Bros.                | 135 000 000 $ | 64 006 466 $  | 630 013 entrées   | 150 406 466 $ |
| Le Mexicain                           | 2001  | DreamWorks                  | 57 000 000 $  | 66 845 033 $  | 2 724 461 entrées | 147 845 033 $ |
| Spy Game : Jeu d'espions              | 2001  | Universal                   | 115 000 000 $ | 62 362 560 $  | 1 459 726 entrées | 143 049 560 $ |
| Rencontre avec Joe Black              | 1998  | Universal                   | 90 000 000 $  | 44 619 100 $  | 2 729 903 entrées | 142 940 100 $ |
| Ennemis rapprochés                    | 1997  | Columbia                    | 90 000 000 $  | 42 868 348 $  | 1 288 360 entrées | 140 807 547 $ |
| Babel                                 | 2006  | Paramount                   | 25 000 000 $  | 34 302 837 $  | 716 234 entrées   | 135 330 182 $ |
| Sept Ans au Tibet                     | 1997  | Columbia                    | 70 000 000 $  | 37 957 682 $  | 2 801 708 entrées | 131 457 682 $ |
| Le Stratège                           | 2011  | Columbia                    | 50 000 000 $  | 75 605 492 $  | 110 615 entrées   | 110 206 216 $ |
| Fight Club                            | 1999  | 20th Century Fox            | 63 000 000 $  | 37 030 102 $  | 1 092 320 entrées | 100 853 753 $ |

## Distinctions
Cette section récapitule les principales récompenses et nominations obtenues par Brad Pitt (source IMDb).

### Principales récompenses et nominations
| Pays        | Récompense         | Catégorie                                            | Année | Film                                                 | Statut     |
| ----------- | ------------------ | ---------------------------------------------------- | ----- | ---------------------------------------------------- | ---------- |
| États-Unis  | Oscars             | Meilleur acteur dans un second rôle                  | 1996  | L'Armée des douze singes                             | Nomination |
| États-Unis  | Oscars             | Meilleur acteur                                      | 2009  | L'Étrange Histoire de Benjamin Button                | Nomination |
| États-Unis  | Oscars             | Meilleur film                                        | 2012  | Le Stratège                                          | Nomination |
| États-Unis  | Oscars             | Meilleur acteur                                      | 2012  | Le Stratège                                          | Nomination |
| États-Unis  | Oscars             | Meilleur film                                        | 2014  | Twelve Years a Slave                                 | Lauréat    |
| États-Unis  | Oscars             | Meilleur film                                        | 2016  | The Big Short : Le Casse du siècle                   | Nomination |
| États-Unis  | Oscars             | Meilleur acteur dans un second rôle                  | 2020  | Once Upon a Time… in Hollywood                       | Lauréat    |
| États-Unis  | Golden Globes      | Meilleur acteur dans un film dramatique              | 1995  | Légendes d'automne                                   | Nomination |
| États-Unis  | Golden Globes      | Meilleur acteur dans un second rôle                  | 1996  | L'Armée des douze singes                             | Lauréat    |
| États-Unis  | Golden Globes      | Meilleur acteur dans un second rôle                  | 2007  | Babel                                                | Nomination |
| États-Unis  | Golden Globes      | Meilleur acteur dans un film dramatique              | 2009  | L'Étrange Histoire de Benjamin Button                | Nomination |
| États-Unis  | Golden Globes      | Meilleur acteur dans un film dramatique              | 2012  | Le Stratège                                          | Nomination |
| États-Unis  | Golden Globes      | Meilleur film dramatique                             | 2014  | Twelve Years a Slave                                 | Lauréat    |
| États-Unis  | Golden Globes      | Meilleur acteur dans un second rôle                  | 2020  | Once Upon a Time… in Hollywood                       | Lauréat    |
| États-Unis  | Golden Globes      | Meilleur acteur dans un second rôle                  | 2023  | Babylon                                              | Nomination |
| Royaume-Uni | BAFTA              | Meilleur acteur                                      | 2009  | L'Étrange Histoire de Benjamin Button                | Nomination |
| Royaume-Uni | BAFTA              | Meilleur acteur dans un second rôle                  | 2009  | Burn After Reading                                   | Nomination |
| Royaume-Uni | BAFTA              | Meilleur acteur                                      | 2012  | Le Stratège                                          | Nomination |
| Royaume-Uni | BAFTA              | Meilleur film                                        | 2014  | Twelve Years a Slave                                 | Lauréat    |
| Royaume-Uni | BAFTA              | Meilleur acteur dans un second rôle                  | 2020  | Once Upon a Time… in Hollywood                       | Lauréat    |
| Italie      | Festival de Venise | Coupe Volpi de la meilleure interprétation masculine | 2007  | L'Assassinat de Jesse James par le lâche Robert Ford | Lauréat    |

### Autres récompenses et nominations

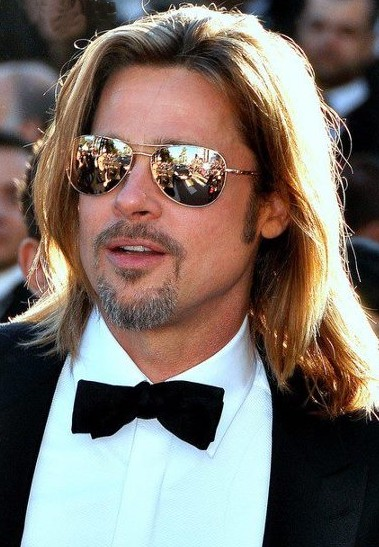
Brad Pitt lors du Festival de Cannes 2012.

#### Récompenses
- MTV Movie Awards 1995 :
  - Meilleur acteur dans un drame d'horreur pour Entretien avec un vampire (Interview with the Vampire: The Vampire Chronicles) (1994).
  - Acteur le plus désirable pour Entretien avec un vampire
- Razzie Awards 1995 : Pire duo à l'écran pour Entretien avec un vampire, partagé avec Tom Cruise
- MTV Movie Awards 1996 : Acteur le plus désirable pour Seven
- Saturn Awards 1996 : meilleur acteur dans un second rôle pour L'Armée des douze singes
- Blockbuster Entertainment Awards 1997 : meilleur acteur dans un second rôle pour L'Armée des douze singes

- Rembrandt Awards 1998 : meilleur acteur pour Sept Ans au Tibet

- Teen Choice Awards 2004 : meilleur acteur dans un film d'action et d'aventures pour Troie

- Teen Choice Awards 2005 : meilleur combat pour Mr. et Mrs. Smith (partagé avec Angelina Jolie)

- MTV Movie Awards 2006 : meilleur combat pour Mr. et Mrs. Smith (partagé avec Angelina Jolie)

- Mostra de Venise 2007 : coupe Volpi pour la meilleure interprétation masculine pour L'Assassinat de Jesse James par le lâche Robert Ford

- People's Choice Awards 2008 : meilleur duo à l'écran pour Ocean's Thirteen, partagé avec George Clooney

- Awards Circuit Community Awards 2009 : meilleure distribution pour Inglourious Basterds, partagé avec Daniel Brühl, Gedeon Burkhard, Michael Fassbender, Mélanie Laurent, Diane Kruger, Denis Ménochet, Mike Myers, B. J. Novak, Eli Roth, Til Schweiger et Christoph Waltz

- Central Ohio Film Critics Association Awards 2010 : meilleure distribution pour Inglourious Basterds, partagé avec Daniel Brühl, August Diehl, Julie Dreyfus, Michael Fassbender, Sylvester Groth, Jacky Ido, Diane Kruger, Mélanie Laurent, Denis Ménochet, Mike Myers, Eli Roth, Til Schweiger, Rod Taylor, Christoph Waltz et Martin Wuttke
- CinEuphoria Awards (es) 2010 : meilleur acteur pour L'Étrange Histoire de Benjamin Button
- Rembrandt Awards 2010 : meilleur acteur international pour L'Étrange Histoire de Benjamin Button

- AFI Awards 2011 : film de l'année[90] pour Le Stratège, partagé avec Michael De Luca et Rachael Horovitz (en), et pour The Tree of Life, partagé avec Dede Gardner, Sarah Green, Grant Hill et Bill Pohlad (en) (en tant que producteur)
- Boston Society of Film Critics Awards 2011 : meilleur acteur pour Le Stratège
- Denver Film Critics Society Awards 2011 : meilleur acteur pour Le Stratège

- CinEuphoria Awards (es) 2012 : prix du public pour l'ensemble de sa carrière
- Georgia Film Critics Association Awards 2012 :
  - Meilleur acteur pour Le Stratège
  - Meilleur acteur dans un second rôle pour The Tree of Life
- NSFC Awards 2012 : meilleur acteur pour Le Stratège et The Tree of Life

- AFI Awards 2013 : film de l'année[90] pour Twelve Years a Slave, partagé avec Dede Gardner, Jeremy Kleiner, Steve McQueen, Bill Pohlad, Arnon Milchan et Anthony Katagas (en tant que producteur)
- Black Film Critics Circle Awards 2013 : meilleure distribution pour Twelve Years a Slave, partagé avec Benedict Cumberbatch, Paul Dano, Garret Dillahunt, Chiwetel Ejiofor, Michael Fassbender, Paul Giamatti, Scoot McNairy, Lupita Nyong'o, Adepero Oduye, Sarah Paulson, Michael K. Williams et Alfre Woodard
- EDA Awards 2013 : meilleur film pour Twelve Years a Slave, partagé avec Dede Gardner, Jeremy Kleiner, Steve McQueen et Anthony Katagas (en tant que producteur)

- Black Reel Awards 2014 : meilleur film pour Twelve Years a Slave, partagé avec Dede Gardner, Jeremy Kleiner, Steve McQueen et Anthony Katagas (en tant que producteur)
- Primetime Emmy Awards 2014 : meilleur téléfilm pour The Normal Heart, partagé avec Ryan Murphy, Dante Di Loreto, Jason Blum, Dede Gardner, Mark Ruffalo, Alexis Martin Woodall (en) et Scott Ferguson (en tant que producteur)
- AFI Awards 2015 : film de l'année[90] pour The Big Short : Le Casse du siècle, partagé avec Dede Gardner et Jeremy Kleiner
- Producers Guild of America Awards 2015 :
  - prix Visionary, partagé avec Dede Gardner et Jeremy Kleiner
  - prix Stanley Kramer du meilleur téléfilm pour The Normal Heart, partagé avec Scott Ferguson, Alexis Martin Woodall (en), Jason Blum, Dede Gardner, Dante Di Loreto et Ryan Murphy

- Festival international du film de Palm Springs 2016 : meilleure distribution dans un drame biographique pour The Big Short : Le Casse du siècle, partagé avec Christian Bale, Steve Carell, Ryan Gosling, Melissa Leo, Hamish Linklater, John Magaro, Rafe Spall, Jeremy Strong, Finn Wittrock et Marisa Tomei
- Producers Guild of America Awards 2016 : meilleur film pour The Big Short : Le Casse du siècle, partagé avec Dede Gardner et Jeremy Kleiner.
- Screen Actors Guild Awards 2020 : Meilleur acteur dans un second rôle pour Once Upon a Time… in Hollywood

#### Nominations
- MTV Movie Awards 1995 : meilleur duo à l'écran pour Entretien avec un vampire (partagé avec Tom Cruise)
- Saturn Awards 1995 : meilleur acteur pour Entretien avec un vampire
- MTV Movie Awards 1996 :
  - Meilleur acteur pour L'Armée des douze singes
  - Meilleur duo pour Seven (partagé avec Morgan Freeman)
- Satellite Awards 2001 : meilleur acteur dans un second rôle pour Snatch : Tu braques ou tu raques
- Primetime Emmy Awards 2002 : meilleur acteur invité dans une série télévisée comique pour Friends (épisode The One With The Rumor)
- Teen Choice Awards 2002 : meilleur acteur dans un film d'action et d'aventures pour Ocean's Eleven
- MTV Movie Awards 2005 :
  - Meilleur acteur pour Troie
  - Meilleur combat pour Troie (partagé avec Eric Bana)
- Teen Choice Awards 2005 : meilleur acteur dans un film d'action et d'aventures pour Mr. et Mrs. Smith
- MTV Movie Awards 2006 : meilleur baiser pour Mr. et Mrs. Smith (partagé avec Angelina Jolie)
- People's Choice Awards 2006 : Meilleur duo à l'écran pour Mr. et Mrs. Smith(partagé avec Angelina Jolie)
- Satellite Awards 2006 : Meilleur acteur dans un second rôle pour Babel
- Critics' Choice Movie Awards 2009 : Meilleur acteur pour L'Étrange Histoire de Benjamin Button
- Saturn Awards 2009 : meilleur acteur pour L'Étrange Histoire de Benjamin Button
- Screen Actors Guild Awards 2009 : Meilleur acteur pour L'Étrange Histoire de Benjamin Button
- Teen Choice Awards 2009 : meilleur acteur dans un film dramatique pour L'Étrange Histoire de Benjamin Button
- Satellite Awards 2011 : meilleur acteur pour Le Stratège
- Australian Film Institute Awards 2012 : meilleur acteur pour Le Stratège
- Boston Society of Film Critics Awards 2012 : meilleur acteur pour Le Stratège
- Central Ohio Film Critics Association Awards 2012 : meilleur acteur de l'année pour Le Stratège
- Critics' Choice Movie Awards 2012 : meilleur acteur pour Le Stratège
- Dallas-Fort Worth Film Critics Association Awards 2012 : meilleur acteur pour Le Stratège
- Festival international du film de Palm Springs 2012 : meilleur acteur pour Le Stratège
- New York Film Critics Circle Awards 2012 : meilleur acteur dans un premier rôle pour Le Stratège
- Phoenix Film Critics Society 2012 : meilleur acteur pour Le Stratège
- Rembrandt Awards 2012 : Meilleur acteur pour Le Stratège
- San Diego Film Critics Society Awards 2012 : meilleur acteur pour Le Stratège
- Satellite Awards 2012 : meilleur acteur pour Le Stratège
- Screen Actors Guild Awards 2012 : meilleur acteur pour Le Stratège
- Washington D.C. Area Film Critics Association Awards 2012 : meilleur acteur pour Le Stratège
- AARP Movies for Grownups Awards 2014 : meilleur acteur dans un film horrifique pour World War Z
- Australian Academy of Cinema and Television Arts Awards 2014 : meilleur film pour Twelve Years a Slave, partagé avec Dede Gardner, Jeremy Kleiner, Steve McQueen et Anthony Katagas
- Australian Academy of Cinema and Television Arts Awards 2015 : meilleur film pour The Big Short : Le Casse du siècle, partagé avec Dede Gardner et Jeremy Kleiner
- Primetime Emmy Awards 2015 : meilleur téléfilm pour Nightingale, partagé avec Josh Weinstock (producteur délégué), Katrina Wolfe (producteur délégué), Elliott Lester (producteur délégué), Dede Gardner (producteur délégué), Jeremy Kleiner (producteur délégué), David Oyelowo (producteur délégué), Alex Garcia (coproducteur délégué), Lucas Akoskin (coproducteur délégué) et Jonathan Gray (coproducteur délégué)
- British Academy Film Awards 2016 : meilleur film pour The Big Short : Le Casse du siècle, partagé avec Dede Gardner et Jeremy Kleiner
- Australian Academy of Cinema and Television Arts Awards 2023 : Meilleur acteur dans un second rôle pour Babylon (2022).

## Voix francophones
Pour les versions françaises, Jean-Pierre Michaël est la voix régulière de Brad Pitt depuis Ennemis rapprochés en 1997,. Le comédien le double notamment pour Sept Ans au Tibet, Rencontre avec Joe Black, la trilogie Ocean's, Troie et Once Upon a Time in Hollywood. Bernard Gabay l'a également doublé pour les films Et au milieu coule une rivière, Seven et Spy Game : Jeu d'espions, pendant qu'Emmanuel Karsen fait de même dans Kalifornia et L'Armée des douze singes. William Coryn est sa voix dans Entretien avec un vampire, Bernard Perpète dans Légendes d'automne, Éric Herson-Macarel dans Fight Club et Julien Meunier dans The Big Short : Le Casse du siècle.
Au Québec, Alain Zouvi est la voix québécoise régulière de l'acteur, qu'il double notamment dans 12 singes, Sept ans au Tibet, Sept, la trilogie des Danny Ocean, Fight Club et Troie. Daniel Picard est sa voix dans Entretien avec un vampire et dans Légendes d'automne.
- Versions françaises :
  - Jean-Pierre Michaël : Sept ans au Tibet, Rencontre avec Joe Black, trilogie Ocean's, Troie, Once Upon a Time in Hollywood, etc.
  - Bernard Gabay : Et au milieu coule une rivière, Seven, etc.

- Versions québécoises :
  - Alain Zouvi : 12 singes, Sept ans au Tibet, Sept, Fight Club, Troie, etc.
  - Daniel Picard : Entretien avec un vampire, Légendes d'automne.

## Crédits
- (en) Cet article est partiellement ou en totalité issu de l’article de Wikipédia en anglais intitulé « Brad Pitt » (voir la liste des auteurs).

### Documentaires
- Luc Lagier, « C'est quoi, Brad Pitt ? », sur Blow Up, Arte, 21 mai 2019.